# Tyler Kyte
Jonathan Tyler "Ty" Kyte (nascido em 24 de julho de 1984 em Lindsay, Ontário) é um ator canadense e músico. Ele começou sua carreira de ator com comerciais. Kyte ficou famoso entre os jovens canadenses como apresentador na série de TV Popular Mechanics para crianças, juntamente com colegas canadenses Elisha Cuthbert, Vanessa Lengies e Jay Baruchel. Mais tarde, apareceu na série Goosebumps (1997) e Are You Afraid of the Dark? (Você tem medo do escuro? no Brasil).

## Créditos

### Ator
| Ano       | Título                      | Papel          | Notas         |
| --------- | --------------------------- | -------------- | ------------- |
| 1997      | Goosebumps                  | Matt Amsterdam |               |
| 1998–2000 | Popular Mechanics for Kids  | Ele mesmo      | 1998-2000     |
| 1999      | Are You Afraid of the Dark? | Alan           |               |
| 2001      | Interstate 60               | Philip         | Pequeno papel |